# عبد الحميد عناد
عبد الحميد عناد الديري لاعب كرة قدم قطري .

## مسيرة اللاعب
لعب سابقاً في نادي الريان ونادي الشحانية ونادي الشمال ونادي الشحانية.

## روابط خارجية
- عبد الحميد عناد على موقع Soccerway.com (الإنجليزية)